# Luba (pel·lícula)
Luba és una pel·lícula argentina i dels Països Baixos dirigida per Alejandro Agresti el 1990, amb un argument basat en un conte de Ricardo Piglia i amb una referència directda ala vida de Roberto Arlt.

## Argument
Roberto és un escriptor i inventor argentí resident als Països Baixos durant la Segona Guerra Mundial que ha rebut diners dels japonesos per un dels seus invents i és perseguit per dos agents dels serveis secrets dels Estats Units a causa de la seva militància comunista. S'amaga en un prostíbul on s'enamora de Luba, una de les prostitutes.

## Repartiment
- Bozena Lasota : Luba
- Alex Van der Wyck : Spencer
- Michael Matthews : L'agent estatunidenc n°2
- Adrian Brine : Professor
- Viveca Lindfors : La Madame
- Ania Marson : Luba (veu)
- Elio Marchi : Roberto

## Recepció
Fou exhibida com a part de la secció oficial al Festival Internacional de Cinema de Sant Sebastià 1990.